# 심낭
심낭(心囊, pericardial sac) 또는 심막(心膜, pericardium)은 심장과 대혈관의 뿌리를 담고 있는 이중벽 주머니이다.  이는 강하고 비탄력적인 결합 조직으로 이루어진 바깥층(섬유 심낭)과 장막으로 이루어진 안쪽층(장액 심낭)의 두 층으로 구성된다. 이 심낭은 심낭액을 포함하는 심낭 공동을 둘러싸고 있으며 가슴세로칸의 중간 부분을 한정한다. 이는 심장을 다른 구조물의 방해로부터 분리하고, 감염과 둔기외상으로부터 보호하며, 심장의 움직임을 윤활한다.
영어 명칭은 고대 그리스어 접두사 peri- (περί) '주변'과 접미사 -cardion (καρδίον) '심장'에서 유래했다.

## 해부학
심낭은 심장 뿌리(대혈관이 심장에 연결되는 부위)와 바닥(가슴가로막의 가로막 중심널힘줄의 윗면을 덮기 위해 장액 심낭만 존재하는 부위)을 제외한 모든 면에서 심장을 덮는 단단한 섬유탄성 주머니이다.  섬유 심낭은 반강성이지만, 장액 심낭은 상당히 유연하다.
장액 심낭을 구성하는 동일한 중피는 심장외막으로 심장을 덮고 있으며, 이는 두 개의 반대되는 표면(섬유 심낭 위와 심장 위)으로 자체적으로 함입된 연속적인 장막을 형성한다. 이는 심장 주위에 주머니 모양의 잠재 공간을 만들어 심장 활동을 윤활하고 외부 충격이나 충격으로부터 심장을 완충하기 위해 소량의 장액으로 채워진 두 개의 반대되는 장막 표면 사이에 둘러싸인 심낭 공간 또는 심낭 공동으로 알려져 있다.

### 섬유성 심낭
섬유 심낭은 심낭의 바깥층으로, 치밀 결합 조직과 성긴 결합 조직으로 이루어져 있다.  일부 일그러질 수 있긴 하지만, 대체로 유연하지 않아 외부의 둔력과 급격한 압력 변화로부터 심장을 보호하는 역할을 한다. 이는 인접한 대혈관의 외막과 연속되며, 후면에서 가로막의 중심 섬유 영역과 융합되어 있고 흉골심낭인대에 의해 복장뼈의 후면과 연결되어 있다.

### 장액성 심낭
장액 심낭은 다시 두 부분으로 나뉜다.
- 벽측 장액 심낭은 심낭 주머니의 표면 부분 내부를 둘러싸고 있으며, 섬유 심낭과 융합되어 분리할 수 없다.
- 내장 장액 심낭은 심장외막이라고도 불리며, 심장의 심장근육을 덮고 있으며[8] 그 장막 (생물학)으로 간주될 수 있다. 주로 일부 탄력소가 풍부한 성긴 결합 조직 위에 중피로 구성된다. 심실 수축 동안, 탈분극 파동은 심장내막에서 심장외막 표면으로 이동한다.

두 층 모두 심장 활동 중 마찰을 방지하기 위해 심장을 윤활하는 기능을 한다.
내장 장액 심낭은 대혈관의 뿌리까지 확장되어 심장의 해부학적 기저부에서 벽측 장액 심낭과 연결된다. 이 연결은 두 영역에서 발생한다: 대동맥과 허파동맥이 심장을 떠나는 심실 유출로와 위대정맥/아래대정맥 및 폐정맥이 심장에 들어오는 유입로.  대혈관의 뿌리와 장액 심낭의 관련 반사는 심낭동과 같은 다양한 작은 주머니와 터널, 그리고 방사선 사진에서 중요한 심낭 함요를 형성하며, 이곳에 심낭액이 고여 가슴세로칸 림프절병증을 모방할 수 있다.

### 해부학적 관계

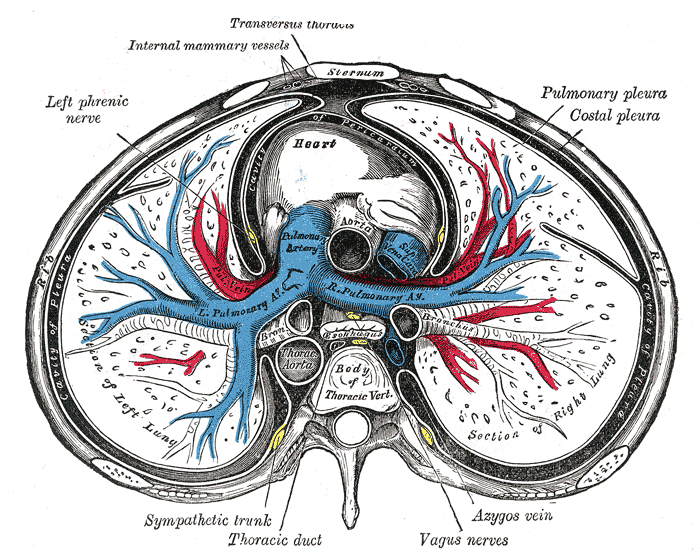
가슴의 가로 단면으로, 중간 및 후방 가슴세로칸의 내용을 보여준다. 가슴막안과 심낭 공동은 과장되어 있는데, 보통 가슴막 사이나 심낭과 심장 사이에는 공간이 없기 때문이다. 심낭은 심장표피라고도 알려져 있다.

- 심장과 허파동맥 및 대동맥의 기저부를 둘러싼다.
- 복장뼈와 앞가슴 벽의 안쪽에 위치한다.
- 오른 가로막신경은 심낭의 오른편으로 지나간다.
- 왼 가로막신경은 왼심실의 심낭 위를 지나간다.
- 심낭 동맥은 심낭의 등쪽 부분에 혈액을 공급한다.

## 기능
심낭은 심장을 가슴세로칸에 고정하고 움직임을 제한하며, 감염으로부터 보호하고, 윤활하며, 급성 혈액량 과부하의 경우 과도한 확장을 방지한다.

## 임상적 중요성

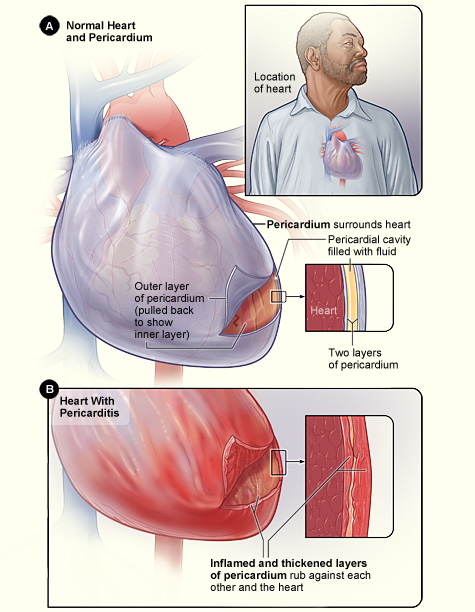
심낭 주머니와 염증이 생긴 주머니의 그림

심낭의 염증을 심낭염이라고 한다. 이 질환은 일반적으로 등으로 퍼지는 흉통을 유발하며, 평평하게 누우면 악화된다. 심낭염 환자에게서는 청진기로 심장을 들을 때 종종 심낭 마찰음이 들릴 수 있다. 심낭염은 종종 바이러스 감염(감염성 단핵구증, 거대세포바이러스, 또는 콕사키바이러스)에 의해 발생하거나, 드물게는 세균 감염에 의해 발생하기도 하지만, 심근 경색 후에 발생할 수도 있다. 심낭염은 대개 진통제, 항염증제, 그리고 콜히친으로 성공적으로 치료할 수 있는 단기 질환이다. 어떤 경우에는 심낭염이 장기화되어 심낭에 흉터를 형성하고 심장의 움직임을 제한하는 교착성 심낭염으로 발전할 수 있다. 교착성 심낭염은 때때로 심낭 절제술이라고 하는 수술로 심낭을 제거하여 치료한다.
심낭 공간 내에 체액이 축적될 수 있으며, 이를 심낭삼출이라고 한다. 심낭삼출은 종종 심낭염, 콩팥 기능상실, 또는 종양의 이차적인 결과로 발생하며, 흔히 아무런 증상을 유발하지 않는다. 대량의 삼출액이나 빠르게 축적되는 삼출액은 심장을 압박하고 심장압전이라고 하는 상태에서 이완기 심실 충만을 제한하여 기이맥과 잠재적으로 치명적인 순환 부전을 유발할 수 있다. 체액은 진단을 위해 또는 압전을 완화하기 위해 주사기를 사용하여 심낭천자라고 하는 시술로 심낭 공간에서 제거할 수 있다. 재발성 심낭삼출의 경우, 심낭과 흉막 공간 사이에 구멍을 만드는 수술인 심낭 창문술 또는 심낭루술을 시행할 수 있다.
선천성 심낭 결손은 드물다. 발생하면 주로 왼쪽에 나타난다. 영향을 받은 사람들은 대개 증상이 없으며 우연히 발견된다. 영향을 받은 사람들의 약 30~50%는 심방중격결손, 동맥관개존증, 이첨판 대동맥판, 폐 이상과 같은 다른 심장 이상을 가지고 있다. 흉부 X-선에서는 심장이 후방으로 회전된 것처럼 보인다. 또 다른 특징은 이 두 구조물 사이에 폐가 쌓여 허파동맥과 가로대동맥의 날카로운 경계가 보이는 것이다. 부분적인 심낭 결손이 있는 경우 왼쪽 심방 부속기의 돌출이 있을 것이다. CT 및 MRI 스캔에서는 흉부 X-선과 유사한 소견을 보일 수 있다. 정상 심낭도 CT 및 MRI에서 보기 어렵기 때문에 왼쪽 부분 심낭 결손은 보기 어렵다. 완전한 심낭 결손은 심장이 왼쪽으로 이동하고 폐의 일부가 심장의 아래쪽 경계와 가로막 사이에 끼어 있는 것을 보여줄 것이다.

## 추가 이미지

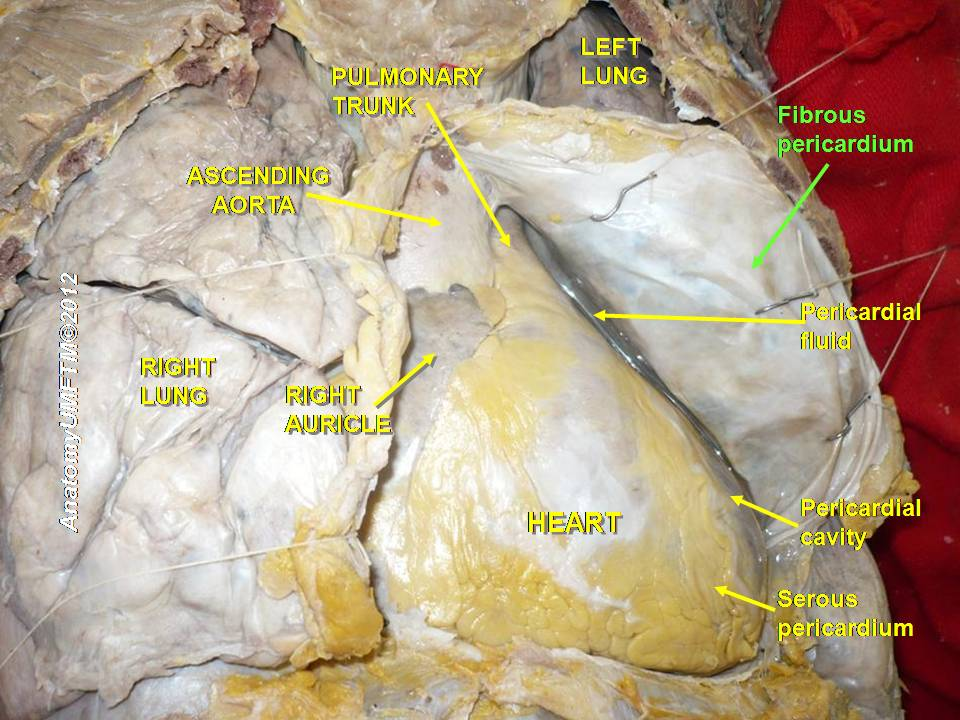
섬유 심낭
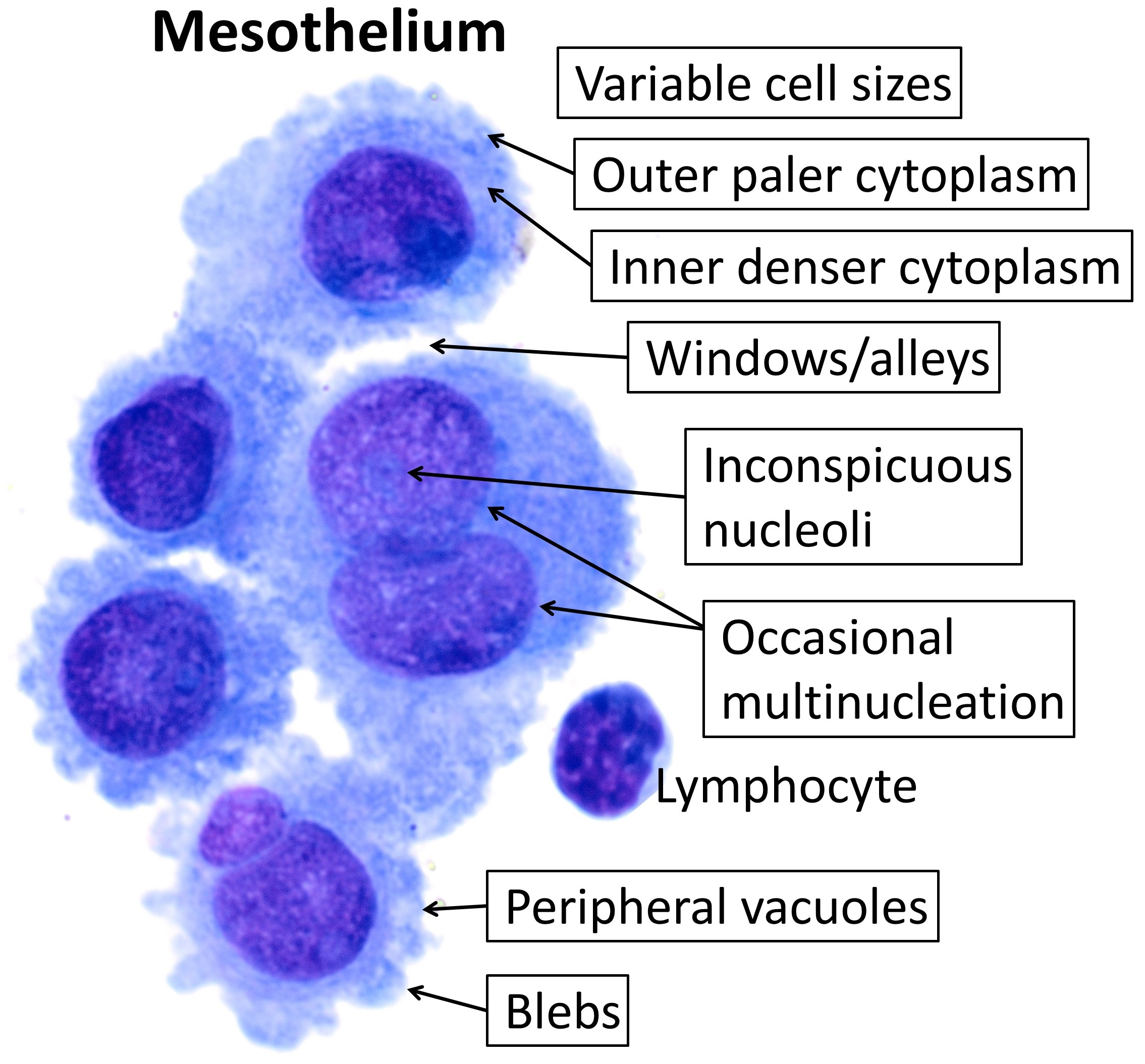
심낭을 덮고 있는 정상 중피세포의 세포학적 모습, 전형적인 특징들을 보임.[13] Wright's stain.
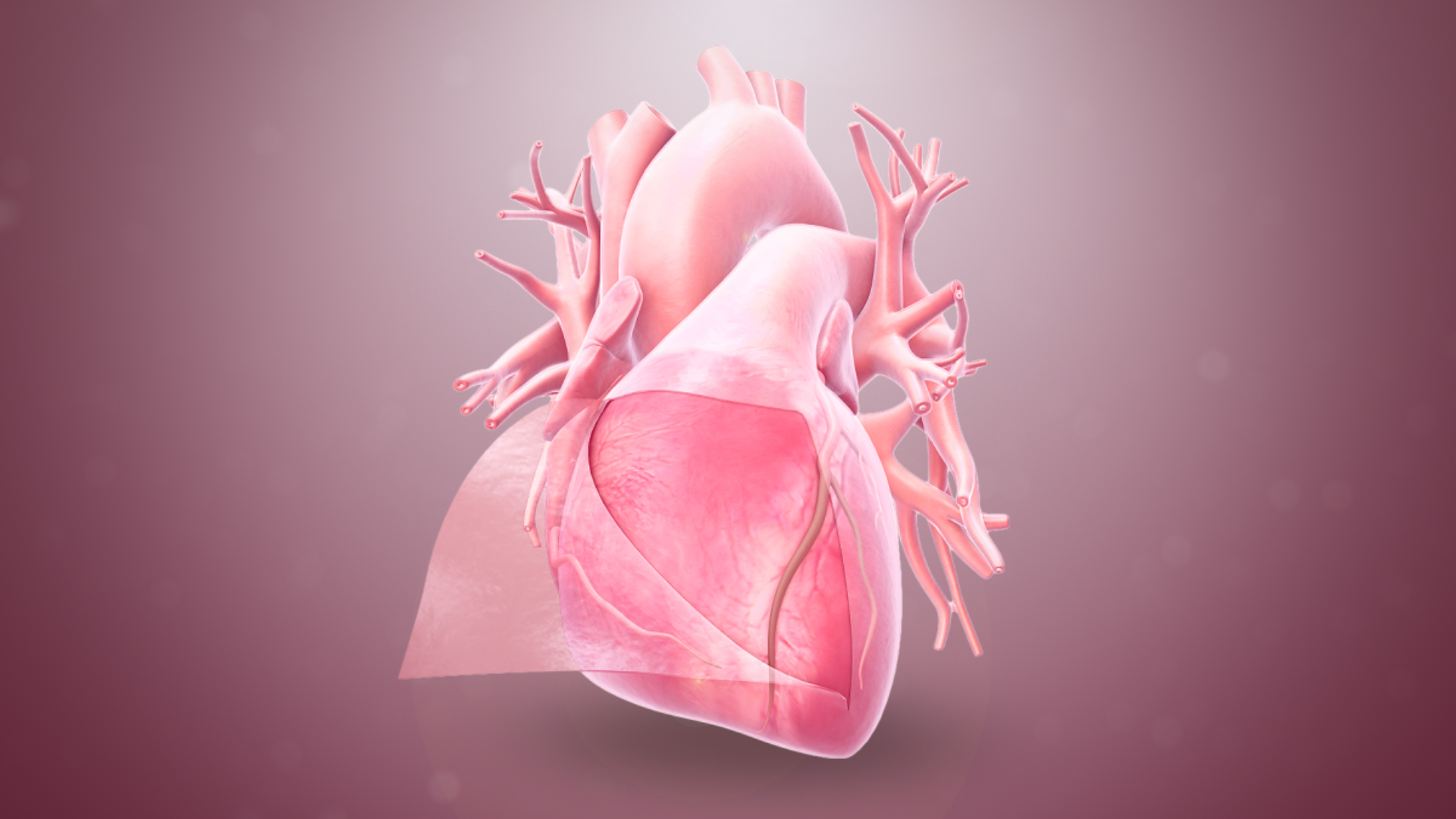
심낭층을 보여주는 3D 스틸 이미지.